# Dialeurodes striata
Dialeurodes striata là một loài côn trùng cánh nửa trong họ Aleyrodidae, phân họ Aleyrodinae.
Dialeurodes striata được Corbett miêu tả khoa học đầu tiên năm 1935.